# Pleurostylia putamen
Pleurostylia putamen är en benvedsväxtart som beskrevs av W. Marais. Pleurostylia putamen ingår i släktet Pleurostylia och familjen Celastraceae. Inga underarter finns listade.